# Athletic Football Club Bournemouth 2023-2024
Questa voce raccoglie le informazioni riguardanti l'Athletic Football Club Bournemouth nelle competizioni ufficiali della stagione 2023-2024.

## Stagione
Questa stagione è la seconda stagione consecutiva in Premier League per il Bournemouth. Oltre alla partecipazione in Premier League, il Bournemouth prenderà parte alla FA Cup ed alla EFL Cup.

## Maglie e sponsor
È stato confermato Umbro come sponsor tecnico, ed il nuovo sponsor ufficiale Dafabet.
| Casa | Trasferta | Terza Divisa |

## Rosa
Rosa e numerazione aggiornate al 15 febbraio 2024. 
 In corsivo i calciatori ceduti durante la stagione
| N. |                         | Ruolo | Calciatore       |
| -- | ----------------------- | ----- | ---------------- |
| 1  | Brasile (bandiera)      | P     | Neto ()          |
| 2  | Inghilterra (bandiera)  | D     | Ryan Fredericks  |
| 3  | Ungheria (bandiera)     | D     | Milos Kerkez     |
| 4  | Inghilterra (bandiera)  | C     | Lewis Cook       |
| 5  | Inghilterra (bandiera)  | D     | Lloyd Kelly      |
| 6  | Galles (bandiera)       | D     | Chris Mepham     |
| 7  | Galles (bandiera)       | C     | David Brooks     |
| 8  | Inghilterra (bandiera)  | D     | Joe Rothwell     |
| 8  | Francia (bandiera)      | C     | Romain Faivre    |
| 9  | Inghilterra (bandiera)  | A     | Dominic Solanke  |
| 10 | Scozia (bandiera)       | C     | Ryan Christie    |
| 11 | Burkina Faso (bandiera) | A     | Dango Ouattara   |
| 12 | Inghilterra (bandiera)  | P     | Darren Randolph  |
| 14 | Inghilterra (bandiera)  | C     | Alex Scott       |
| 15 | Inghilterra (bandiera)  | D     | Adam Smith       |
| 16 | Inghilterra (bandiera)  | D     | Marcus Tavernier |

| N. |                           | Ruolo | Calciatore      |
| -- | ------------------------- | ----- | --------------- |
| 17 | Colombia (bandiera)       | A     | Luis Sinisterra |
| 18 | Stati Uniti (bandiera)    | C     | Tyler Adams     |
| 19 | Paesi Bassi (bandiera)    | A     | Justin Kluivert |
| 20 | Romania (bandiera)        | P     | Ionuț Radu      |
| 21 | Galles (bandiera)         | A     | Kieffer Moore   |
| 22 | Costa d'Avorio (bandiera) | C     | Hamed Traorè    |
| 23 | Inghilterra (bandiera)    | D     | James Hill      |
| 24 | Ghana (bandiera)          | A     | Antoine Semenyo |
| 25 | Argentina (bandiera)      | D     | Marcos Senesi   |
| 26 | Irlanda (bandiera)        | C     | Gavin Kilkenny  |
| 26 | Turchia (bandiera)        | A     | Enes Ünal       |
| 27 | Ucraina (bandiera)        | C     | Ilya Zabarnyi   |
| 29 | Danimarca (bandiera)      | C     | Philip Billing  |
| 32 | Inghilterra (bandiera)    | A     | Jaidon Anthony  |
| 37 | Inghilterra (bandiera)    | D     | Max Aarons      |
| 42 | Irlanda (bandiera)        | P     | Mark Travers    |

## Calciomercato

### Sessione estiva
| Acquisti         | Acquisti        | Acquisti        | Acquisti                    |
| R.               | Nome            | da              | Modalità                    |
| ---------------- | --------------- | --------------- | --------------------------- |
| C                | Tyler Adams     | Leeds Utd       | definitivo (26,9 milioni €) |
| A                | Justin Kluivert | Roma            | definitivo (9.5 milioni €)  |
| C                | Hamed Traorè    | Sassuolo        | definitivo (20 milioni €)   |
| C                | Romain Faivre   | Olympique Lione | definitivo (12,8 milioni €) |
| D                | Milos Kerkez    | AZ Alkmaar      | definitivo (15,5 milioni €) |
| C                | Alex Scott      | Bristol City    | definitivo (25 milioni €)   |
| D                | Max Aarons      | Norwich City    | definitivo (7 milioni €)    |
| A                | Luis Sinisterra | Leeds Utd       | prestito                    |
| Altre operazioni |                 |                 |                             |
| R.               | Nome            | da              | Modalità                    |
| P                | Ionuț Radu      | Inter           | prestito                    |

| Cessioni         | Cessioni         | Cessioni        | Cessioni   |
| R.               | Nome             | a               | Modalità   |
| ---------------- | ---------------- | --------------- | ---------- |
| A                | Christian Saydee | Portsmouth      | -          |
| D                | Jordan Zemura    | Udinese         | gratuito   |
| C                | Jefferson Lerma  | Crystal Palace  | gratuito   |
| D                | Jack Stacey      | Norwich City    | gratuito   |
| A                | Jaidon Anthony   | Leeds Utd       | prestito   |
| A                | Jamal Lowe       | Swansea City    | prestito   |
| D                | James Hill       | Blackburn       | prestito   |
| A                | Junior Stanislas |                 | svincolato |
| C                | Ben Pearson      | Stoke City      | -          |
| A                | Siriki Dembélé   | Birmingham City | -          |
| Altre operazioni |                  |                 |            |
| R.               | Nome             | a               | Modalità   |
| D                | Will Dennis      | Kilmarnock      | prestito   |
| D                | Romain Faivre    | Lorient         | prestito   |
| D                | Billy Terrell    | Dover Athletic  | prestito   |
| D                | Mark Travers     | Stoke City      | prestito   |

### Sessione invernale
| Acquisti         | Acquisti       | Acquisti   | Acquisti      |
| R.               | Nome           | da         | Modalità      |
| ---------------- | -------------- | ---------- | ------------- |
| C                | Romain Faivre  | Lorient    | fine prestito |
| A                | Enes Ünal      | Getafe     | prestito      |
| Altre operazioni |                |            |               |
| R.               | Nome           | da         | Modalità      |
| P                | Mark Travers   | Stoke City | fine prestito |
| D                | James Hill     | Blackburn  | fine prestito |
| P                | Callan McKenna | QPR        | n.d.          |

| Cessioni         | Cessioni           | Cessioni       | Cessioni                         |
| R.               | Nome               | a              | Modalità                         |
| ---------------- | ------------------ | -------------- | -------------------------------- |
| D                | Joe Rothwell       | Southampton    | prestito                         |
| C                | Emiliano Marcondes | Hibernian      | prestito                         |
| C                | Hamed Traorè       | Napoli         | prestito con diritto di riscatto |
| C                | David Brooks       | Southampton    | prestito                         |
| A                | Kieffer Moore      | Ipswich Town   | prestito                         |
| Altre operazioni |                    |                |                                  |
| R.               | Nome               | a              | Modalità                         |
| C                | Gavin Kilkenny     | Fleetwood Town | prestito                         |

## Risultati

### Premier League

#### Girone di andata
| Arbitro: | Bankes |

|             |           |           |
| Solanke 82’ | Marcatori | 51’ Bowen |

| Arbitro: | Bramall |

|                                   |           |            |
| Díaz 28’ Salah 36’ Diogo Jota 62’ | Marcatori | 3’ Semenyo |

| Arbitro: | Robinson |

|  |           |                             |
|  | Marcatori | 17’ Maddison 63’ Kulusevski |

| Arbitro: | Madley |

|                        |           |                        |
| Jensen 7’ Mbeumo 90+3’ | Marcatori | 30’ Solanke 77’ Brooks |

| Bournemouth 17 settembre 2023, ore 14:00 WEST 5ª giornata | Bournemouth | 0 – 0 referto | Chelsea | Vitality Stadium (10 421 spett.)\| Arbitro: \| Coote \| |
| Arbitro:                                                  | Coote       |               |         |                                                         |

| Arbitro: | Brooks |

|                                     |           |             |
| Kerkez 45+2’ (aut.) Mitoma 46’, 77’ | Marcatori | 25’ Solanke |

| Arbitro: | Salisbury |

|  |           |                                                             |
|  | Marcatori | 17’ Saka 44’ (rig.) Ødegaard 53’ (rig.) havertz 90+3’ White |

| Arbitro: | Coote |

|                                     |           |  |
| Garner 8’ Harrison 37’ Doucouré 60’ | Marcatori |  |

| Arbitro: | Tierney |

|             |           |                         |
| Solanke 17’ | Marcatori | 47’ Cunha 88’ Kalajdžić |

| Arbitro: | Barrott |

|                         |           |               |
| Semenyo 22’ Billing 76’ | Marcatori | 11’ C. Taylor |

| Arbitro: | Pawson |

|                                                               |           |                |
| Doku 30’ Bernardo Silva 33’, 83’ Akanji 37’ Foden 64’ Aké 88’ | Marcatori | 74’ Sinisterra |

| Arbitro: | Kavanagh |

|                  |           |  |
| Solanke 60’, 73’ | Marcatori |  |

| Arbitro: | Madley |

|                |           |                                      |
| McBurnie 90+7’ | Marcatori | 12’, 51’ Tavernier 45+3’ J. Kluivert |

| Arbitro: | Bramall |

|                         |           |                        |
| Semenyo 10’ Solanke 52’ | Marcatori | 20’ Bailey 90’ Watkins |

| Arbitro: | Pawson |

|  |           |                           |
|  | Marcatori | 25’ Senesi 90+1’ K. Moore |

| Arbitro: | Bankes |

|  |           |                                   |
|  | Marcatori | 5’ Solanke 68’ Billing 73’ Senesi |

| Arbitro: | Allison |

|                                           |           |                                   |
| Solanke 50’ Zabarnyi 62’ Semenyo 64’, 83’ | Marcatori | 9’ Chong 31’ Ogbene 45+1’ Barkley |

| Arbitro: | R. Jones |

|                     |           |                         |
| Elanga 47’ Wood 74’ | Marcatori | 51’, 58’, 90+4’ Solanke |

| Arbitro: | Robinson |

|                                                     |           |  |
| J. Kluivert 44’ Solanke 62’ (rig.) Sinisterra 90+3’ | Marcatori |  |

#### Girone di ritorno
| Arbitro: | Hooper |

|                                 |           |           |
| Sarr 9’ Son 71’ Richarlison 80’ | Marcatori | 84’ Scott |

| Arbitro: | Madley |

|  |           |                                |
|  | Marcatori | 49’, 90+3’ Núñez 71’, 80’ Jota |

| Arbitro: | Robinson |

|                        |           |            |
| Ward-Prowse 61’ (rig.) | Marcatori | 3’ Solanke |

| Arbitro: | Welch |

|                |           |                 |
| J. Kluivert 5’ | Marcatori | 45’ Hudson-Odoi |

| Arbitro: | England |

|                        |           |            |
| Reid 5’ Muniz 36’, 52’ | Marcatori | 50’ Senesi |

| Arbitro: | Salisbury |

|                                 |           |                         |
| Gordon 58’ (rig.) Ritchie 90+2’ | Marcatori | 51’ Solanke 69’ Semenyo |

| Arbitro: | Gillett |

|  |           |           |
|  | Marcatori | 24’ Foden |

| Arbitro: | Coote |

|  |           |                             |
|  | Marcatori | 13’ J. Kluivert 88’ Semenyo |

| Arbitro: | Taylor |

|                         |           |                        |
| Ouattara 74’ Ünal 90+1’ | Marcatori | 27’ Hamer 64’ Robinson |

| Arbitro: | Attwell |

|  |           |             |
|  | Marcatori | 37’ Semenyo |

| Arbitro: | Barrott |

|                                  |           |          |
| Solanke 64’ Coleman 90+1’ (aut.) | Marcatori | 87’ Beto |

| Arbitro: | Scott |

|                 |           |  |
| J. Kluivert 79’ | Marcatori |  |

| Arbitro: | Madley |

|                         |           |               |
| J. Clark 73’ Morris 90’ | Marcatori | 52’ Tavernier |

| Arbitro: | Harrington |

|                             |           |                           |
| Solanke 16’ J. Kluivert 36’ | Marcatori | 31’, 65’ (rig.) Fernandes |

| Arbitro: | Robinson |

|                                   |           |                    |
| Rogers 45+1’ Diaby 57’ Bailey 78’ | Marcatori | 31’ (rig.) Solanke |

| Arbitro: | Tierney |

|                                     |           |  |
| Senesi 13’ Ünal 52’ J. Kluivert 87’ | Marcatori |  |

| Arbitro: | Coote |

|                                         |           |  |
| Saka 45’ (rig.) Trossard 70’ Rice 90+7’ | Marcatori |  |

| Arbitro: | Donohue |

|             |           |                        |
| Solanke 89’ | Marcatori | 86’ Mbeumo 90+5’ Wissa |

| Arbitro: | Taylor |

|                             |           |                       |
| M. Caicedo 17’ Sterling 48’ | Marcatori | 49’ (aut.) Badiashile |

### FA Cup
| Arbitro: | Welch |

|                         |           |                                         |
| Armstrong 40’ Dykes 42’ | Marcatori | 49’ Tavernier 58’ Morre 69’ J. Kluivert |

| Arbitro: | England |

|                                                          |           |  |
| Kelly 7’ Scott 10’ Sinisterra 14’ Brooks 35’ Solanke 44’ | Marcatori |  |

| Arbitro: | Tierney |

|  |           |             |
|  | Marcatori | 105’ Fatawu |

### EFL Cup
| Arbitro: | Donohue |

|                               |           |                                         |
| Grimes 9’ (rig.) Paterson 79’ | Marcatori | 55’ Brooks 68’ H. Traorè 90+1’ Christie |

| Arbitro: | Scott |

|                          |           |  |
| Solanke 51’ Rothwell 54’ | Marcatori |  |

| Arbitro: | Brooks |

|                 |           |                     |
| J. Kluivert 64’ | Marcatori | 31’ Gakpo 70’ Núñez |

## Statistiche finali

### Statistiche di squadra
| Competizione   | Punti | In casa | In casa | In casa | In casa | In casa | In casa | In trasferta | In trasferta | In trasferta | In trasferta | In trasferta | In trasferta | Totale | Totale | Totale | Totale | Totale | Totale | DR  |
| Competizione   | Punti | G       | V       | N       | P       | Gf      | Gs      | G            | V            | N            | P            | Gf           | Gs           | G      | V      | N      | P      | Gf     | Gs     | DR  |
| -------------- | ----- | ------- | ------- | ------- | ------- | ------- | ------- | ------------ | ------------ | ------------ | ------------ | ------------ | ------------ | ------ | ------ | ------ | ------ | ------ | ------ | --- |
| Premier League | 48    | 19      | 7       | 6       | 6       | 27      | 28      | 19           | 6            | 3            | 10           | 27           | 39           | 38     | 13     | 9      | 16     | 54     | 67     | -13 |
| FA Cup         | -     | 2       | 1       | 0       | 1       | 5       | 1       | 1            | 1            | 0            | 0            | 3            | 2            | 3      | 2      | 0      | 1      | 8      | 3      | +5  |
| League Cup     | -     | 2       | 1       | 0       | 1       | 3       | 2       | 1            | 1            | 0            | 0            | 3            | 2            | 3      | 2      | 0      | 1      | 6      | 4      | +2  |
| Totale         | -     | 23      | 9       | 6       | 8       | 35      | 31      | 21           | 8            | 3            | 10           | 33           | 43           | 44     | 17     | 9      | 18     | 68     | 74     | -6  |

### Andamento in campionato
| Giornata  | 1  | 2  | 3  | 4  | 5  | 6  | 7  | 8  | 9  | 10 | 11 | 12 | 13 | 14 | 15 | 16 | 17 | 18 | 19 | 20 | 21 | 22 | 23 | 24 | 25 | 26 | 27 | 28 | 29 | 30 | 31 | 32 | 33 | 34 | 35 | 36 | 37 | 38 |
| --------- | -- | -- | -- | -- | -- | -- | -- | -- | -- | -- | -- | -- | -- | -- | -- | -- | -- | -- | -- | -- | -- | -- | -- | -- | -- | -- | -- | -- | -- | -- | -- | -- | -- | -- | -- | -- | -- | -- |
| Luogo     | C  | T  | C  | T  | C  | T  | C  | T  | C  | C  | T  | C  | T  | C  | T  | T  | C  | T  | C  | T  | C  | T  | C  | T  | T  | C  | T  | C  | T  | C  | C  | T  | C  | T  | C  | T  | C  | T  |
| Risultato | N  | P  | P  | N  | N  | P  | P  | P  | P  | V  | P  | V  | V  | N  | V  | V  | V  | V  | V  | P  | P  | N  | N  | P  | N  | P  | V  | N  | V  | V  | V  | P  | N  | P  | V  | P  | P  | P  |
| Posizione | 10 | 14 | 16 | 16 | 15 | 17 | 18 | 19 | 19 | 17 | 18 | 17 | 16 | 16 | 15 | 14 | 13 | 12 | 12 | 12 | 12 | 12 | 12 | 13 | 12 | 13 | 13 | 13 | 10 | 13 | 12 | 12 | 13 | 13 | 10 | 10 | 11 | 12 |

Legenda:

Luogo: C = Casa; T = Trasferta. Risultato: V = Vittoria; N = Pareggio; P = Sconfitta.